# Woleu-Ntem
Woleu-Ntem ist eine Provinz Gabuns mit der Hauptstadt Oyem.

## Geographie
Die Provinz liegt im Norden des Landes und grenzt im Norden an Kamerun, im Süden an die Provinz Moyen-Ogooué, im Nordwesten an Äquatorialguinea, im Südwesten an die Provinz Estuaire, im Nordosten an die Republik Kongo und im Südosten an die Provinz Ogooué-Ivindo.
Woleu-Ntem gliedert sich in die Departements Haut-Komo, Haut-Ntem, Ntem, Okano und Woleu.

## Geschichte
Infolge des Marokko-Kongo-Abkommens war der Bereich des Bezirks unter der Bezeichnung Wolö-Ntem von 1912 bis zum Ersten Weltkrieg ein Verwaltungsbezirk der deutschen Kolonie Kamerun.